# شاهجرد
جویبار شاهجرد یا به عبارتی، کانال یا نهر شاهجرد، یکی از نهرهای تاریخی شهر اهواز در استان خوزستان است که قدمت آن به دوره ساسانیان بازمی‌گردد. این نهر از بالادستِ سد اهواز بر روی رودخانه کارون، جدا شده و جاری می بود که نقش مهمی در ساختار شهری و نظام آبیاری شهر اهواز در طول تاریخ داشته است.

## پیشینه
نهر شاهجرد در دوران اردشیر پاپکان و شاپور یکم ساسانی به همراه سایر سازه‌های آبی، همچون سد اهواز و پل هندوان احداث شد.
در دوره‌های بعد، به‌ویژه در دوره عباسیان، این نهر در تقسیم‌بندی شهر اهواز نقش داشت و شهر را به دو بخش تقسیم می‌کرد:
- شهر (مدینه)، در شرق شاهجرد: محل بازارها، مسجد جامع، و مرکز اداری
- جزیره، در غرب شاهجرد: میان نهر شاهجرد و رودخانه کارون

## وضعیت کنونی
در گذر زمان و با گسترش شهر اهواز، بخش‌هایی از مسیر شاهجرد، بسته و یا خشک شده‌ است. با این حال، بقایای آن هنوز در مناطق مرکزی شهر و اطراف محله «اهواز قدیم» دیده می‌شود. برخی نام‌گذاری‌ها مانند «اوباره» نیز به مسیرهای آب قدیمی در این منطقه اشاره دارند.

## نام‌شناسی
احتمال دارد که نام «شاهجرد»، از ترکیب «شاه» (به معنای پادشاه) و «جرد» (به معنای شهر یا جایگاه) بدست آمده و به معنای «شهر شاه» یا «نهر شاهی» باشد. این واژه در زبان‌های پهلوی و پارسی میانه کاربرد داشته‌است.